# Zaragoza Challenger 1989
Lo Zaragoza Challenger 1989 è stato un torneo di tennis facente parte della categoria ATP Challenger Series nell'ambito dell'ATP Challenger Series 1989. Il torneo si è giocato a Saragozza in Spagna dal 12 al 18 giugno 1989 su campi in terra rossa.

## Vincitori

### Singolare
Bruno Orešar ha battuto in finale  Francisco Roig con il punteggio di 6–4, 6–1

### Doppio
Carlos Costa /  Carlos Di Laura hanno battuto in finale  Juan Carlos Báguena /  Borja Uribe-Quintana con il punteggio di 4–6, 7–6, 7–5